# Tatra 72
Il Tatra 72 era un autocarro militare leggero su telaio 6×4 e 1,5 t di portata, prodotto dall'azienda cecoslovacca Tatra di Kopřivnice. In diversi allestimenti fu usato dall'Esercito francese e dalla Aeronautica durante la seconda guerra mondiale. Derivato del Tatra 26, venne prodotto in massima parte per l'esercito cecoslovacco e venne realizzato su licenza dalla Lorraine-Dietrich come Lorraine 72. Sullo stesso telaio venne realizzata anche l'autoblindo OA vz. 30. Tra il 1933 e il 1937 vennero realizzati 320 mezzi, inclusi 51 telai per le autoblindo, e circa 200 mezzi su licenza. Il successore del mezzo fu il Tatra 82.

## Storia
Il Tatra 72 è stato sviluppato nel 1933 modificando il precedente Tatra 26/30 secondo i requisiti dell'Istituto tecnico militare e dell'aviazione. La modifica più importante fu l'adozione del motore della Tatra 52, più grande e potente. Il telaio fu rinforzato e modificato, i freni meccanici sostituiti da freni idraulici. Le versioni da trasporto materiale ricevettero le ruote gemellate sugli assi posteriori. Il mezzo così ottenuto venne acquistato dall'esercito cecoslovacco nei numeri e nelle versioni originariamente previste per il predecessore Tatra 26/30, per un totale di 219 autocarri. La maggior parte di questi, 100 mezzi, vennero allestiti con pianale di carico, i restanti come posto comando, posto telefonico, porta-arma e alcuni carri fotoelettrica antiaerea. Le macchine furono consegnate tra il 1934 e il 1935, dimostrandosi affidabili e potenti. Cinquantuno telai vennero usati per realizzare le autoblindo OA vz. 30, inizialmente progettate su base Tatra 26/30. Un limitato numero di autocarri con carrozzeria aperta vennero esportati in Cina

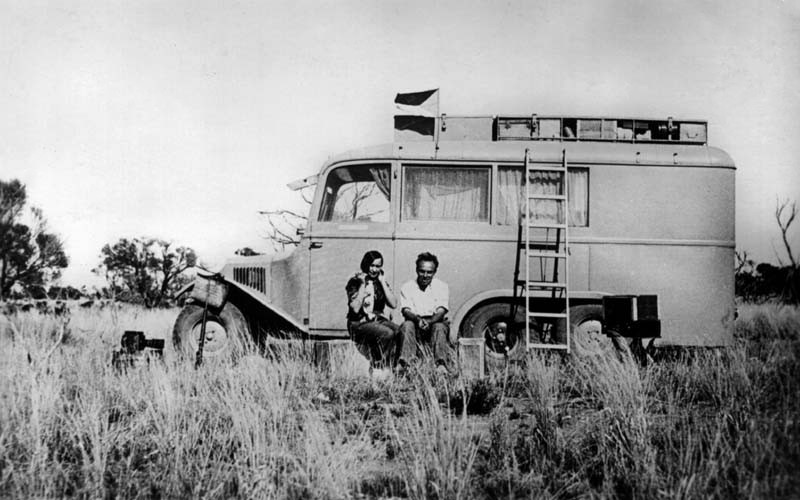
Il Tatra 72 utilizzato dall'esploratore Jiří Baum.

Tatra produsse anche quattro autobus (con calandra del tipo successivo Tatra 82). e 30 chassis nudi per allestimenti civili. Numerosi furono acquistati dell'esercito svizzero. Un numero minore di autocarri fu acquistato da utenti civili, compreso un esemplare acquistato dall'esploratore Jiří Baum e allestito per le sue spedizioni intercontinentali nel 1935.

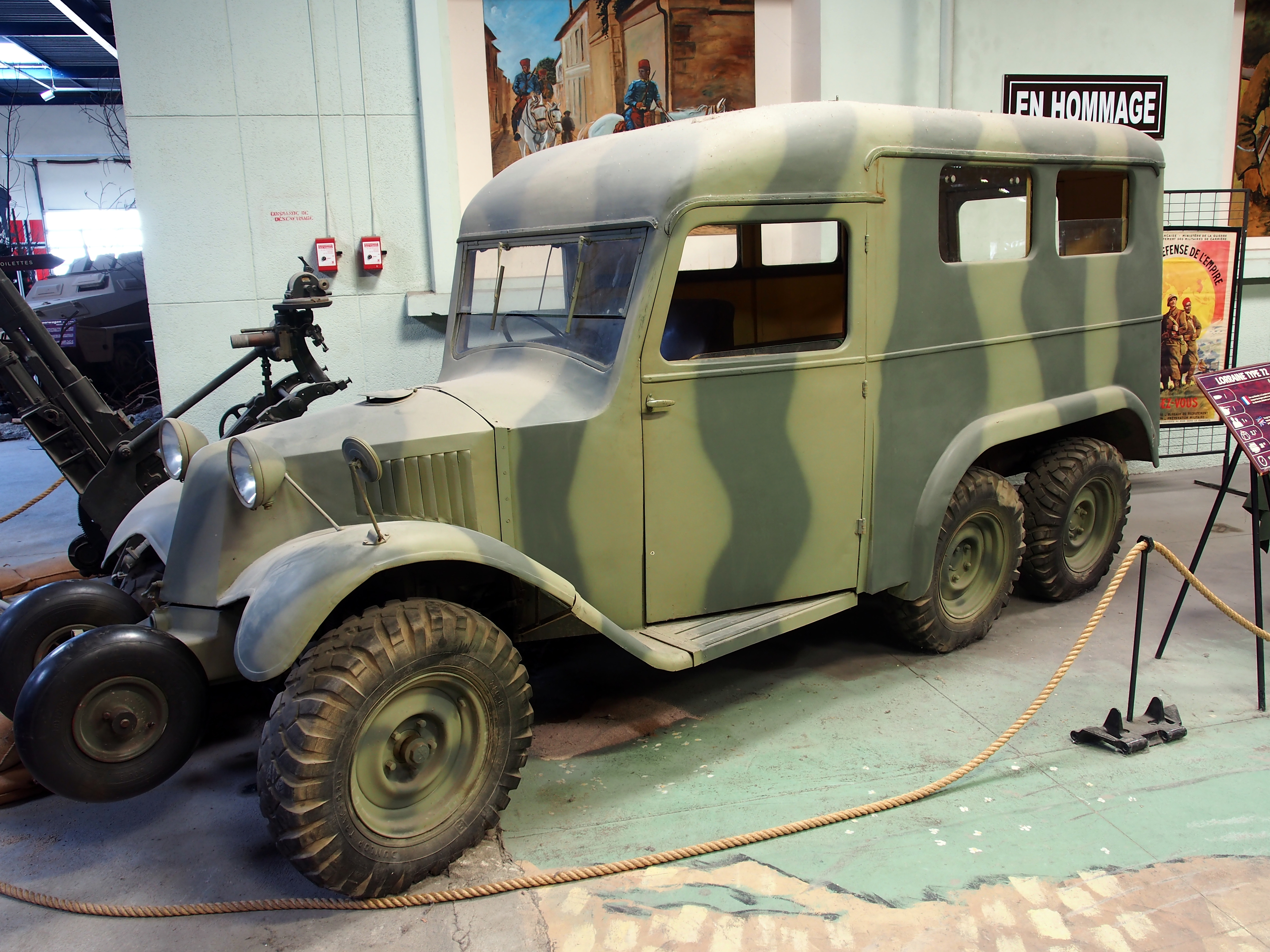
Un Lorraine 72 esposto al Musée des Blindés di Saumur.

## Tecnica

### Motore e trasmissione
Il Tatra 72 era alimentato da un motore a benzina a quattro cilindri contrapposti, raffreddato ad aria con valvole in testa. Il motore aveva una cilindrata di 1910 cm³ (alesaggio 80 mm, corsa 95 mm). Raggiungeva la massima potenza di 22 kW (30 CV) a 2650 giri/min. La miscela di carburante è preparata da un carburatore Zenith 30T (U30) o Solex 30 BFVC. Il motore si trova nella parte anteriore, sopra l'asse sterzante. Il cambio meccanico era a quattro velocità, con frizione a secco, e cambio a due velocità nella scatola differenziale dell'assale posteriore. L'impianto elettrico funzionava a 12 V, che alimentava l'accensione magnetica Bosch o Scintilla.

### Telaio

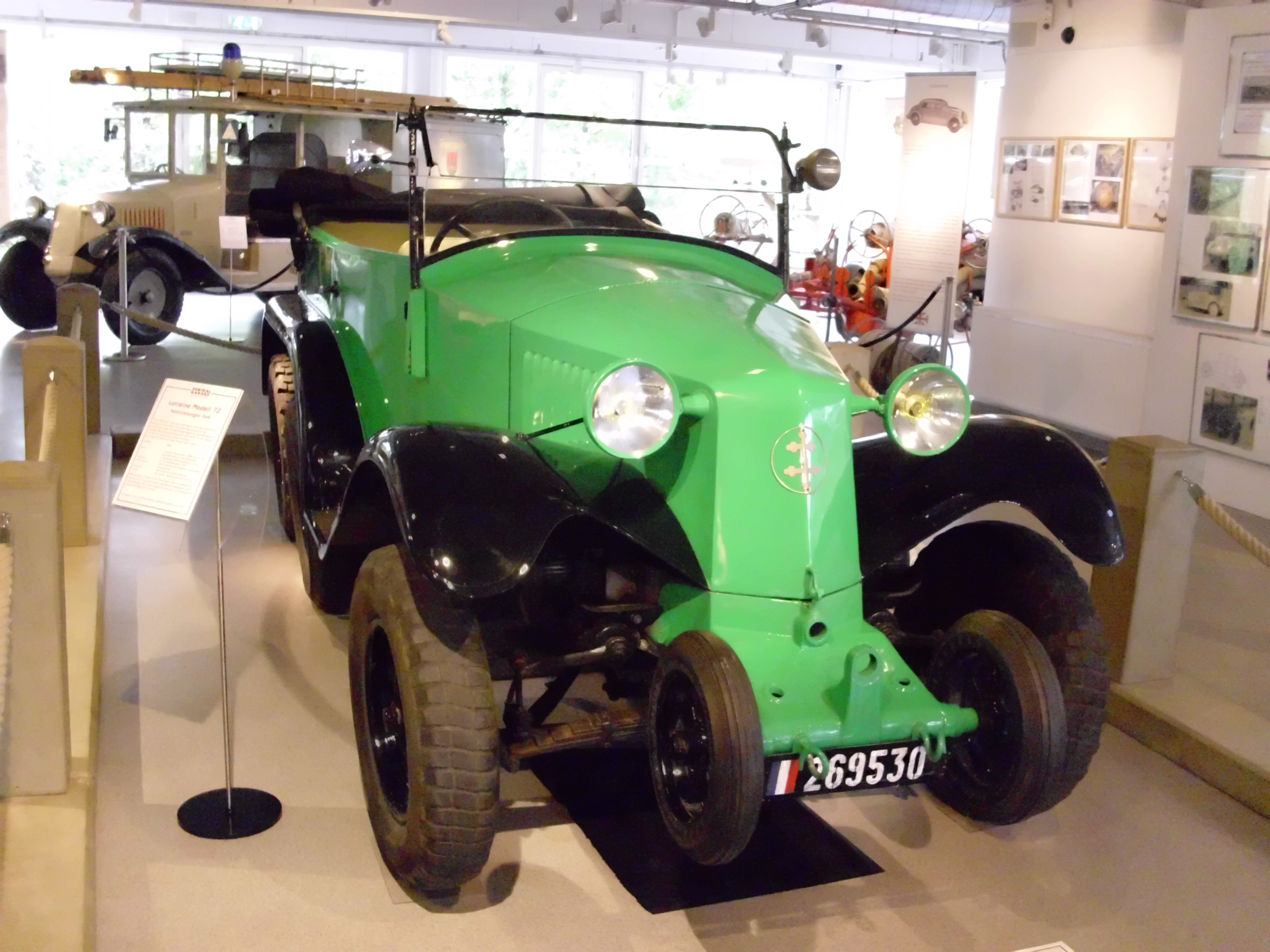
Un Lorraine 72 del 1935.

La base del telaio era un tubolare in acciaio centrale, dotato nella parte anteriore di una flangia per il motore e il blocco di trasmissione. Alla parte posteriore si articolavano due assi motori pivotanti. Questi sono sospesi su ciascun lato da una comune molla a balestra semiellittica. L'asse anteriore, non motore, avevano una sospensione indipendente dei semiassi, sospesa da una molla a balestra semiellittica trasversale. Gli assi posteriori erano dotati di bloccaggi differenziali (primo o entrambi gli assi). La carreggiata delle ruote anteriori era di 1300 mm, quella posteriore di 1300 mm (con ruota gemellata 1692 mm). L'interasse era di 2200 mm (corto) o 2900 mm (lungo) + 920 mm. L'altezza da terra sotto gli assi era di 220 mm. L'auto era dotata di freni a tamburo idraulici del sistema su tutte le ruote. Le ruote erano dischi da diciotto pollici (venti pollici per versioni militari) con pneumatici da 5,50 × 18 "o 6,50 × 20".

### Allestimenti
La cabina dell'auto era di costruzione mista, con un telaio di legno ricoperto di lamiera d'acciaio. L'esercito cecoslovacco impiegò i seguenti allestimenti militari:
- velitelský automobil vz. 30 (veicolo comando modello 30): su telaio a passo standard, con carrozzeria torpedo a sei posti, con tettuccio in ecopelle pieghevole. Aveva due posti nel vano guida (guidatore e passeggero) e quattro posti nella parte posteriore. Sul retro era posizionata una cassetta degli attrezzi con due ruote di scorta. Consegnato all'esercito cecoslovacco in 30 esemplari[3].
- velitelský automobil vz. 30 versione potenziata: su telaio con passo lungo da 2900 mm, carrozzata a giardinetta a sei posti, con tettuccio in ecopelle pieghevole. Aveva due posti nel vano guida (guidatore e passeggero) e due panche longitudinali nella parte posteriore. Due ruote di scorta si trovavano sulle fiancate davanti alle ruote posteriori. Consegnato all'esercito cecoslovacco in 14 esemplari[3].
- autocarro da 1,5-2 tonnellate: cassone con sponde ribaltabili in legno e telone. Gli assi posteriori avevano ruote gemellate. Sul tetto della cabina erano fissate due ruote di scorta. L'esercito cecoslovacco ne acquistò oltre 100 esemplari, destinati principalmente al trasporto di munizioni in unità di artiglieria motorizzata[3].
- posto telefonico: allestimento simile a quello autocarro. Gli assi posteriori avevano ruote singole. Il cassone era dotato di due panche longitudinali pieghevoli. Sotto il pavimento del cassone era presente uno spazio per il collegamento delle apparecchiature. Consegnato all'esercito cecoslovacco in 52 esemplari[3].
- porta-arma: simile alla versione autocarro, utilizzata per il trasporto di una mitragliatrice pesante vz. 24, che poteva sparare anche da bordo. Fu acquistata dall'esercito cecoslovacco in 23 esemplari, assegnati ai battaglioni ciclisti[3].

### Dimensioni e prestazioni
I dati variano in base all'allestimento. Dati riferiti al veicolo posto comando:
- Lunghezza: 4.620 mm
- Larghezza: 1.670 mm
- Altezza: 1.590 mm (senza tettuccio)
- Peso del telaio: 908 kg
- Peso totale: 1300-1400 kg
- Carico utile: da 1.500 a 2.000 kg
- Velocità massima: 60-70 km/h
- Consumo di carburante: 18 l/100 km